# You Came Along
You Came Along is een Amerikaanse dramafilm uit 1945 onder regie van John Farrow.

## Verhaal
De Amerikaanse gevechtspiloot Bob Collins gaat samen met twee makkers en hun bevallige gids Ivy Hotchkiss staatsobligaties verkopen voor de financiering van de Tweede Wereldoorlog. Tijdens die tocht wordt Bob verliefd op Ivy, maar zij heeft iets te verbergen.